# 李麗鳳
李麗鳳（1951年11月9日—2018年11月21日）臺灣女演員，曾獲第24屆金鐘獎女演員獎。

## 生平
李麗鳳於1971年考入華視訓練中心演員訓練班第1期，結業後展開演員生涯。她原本被培養演小旦，後來卻以反派或情緒強烈的角色見長，29歲時便飾演慈禧太后。1980年代，她與葉雯被譽為《華視劇展》的台柱。1983年，她以《孩子，你不要死》中情緒不穩定的母親角色，首度入圍金鐘獎女演員獎。1989年，她以《京華煙雲》的桂姨娘一角獲得第24屆金鐘獎女演員獎。1993年，她又以《華視經典劇場—秋決》入圍金鐘獎女主角獎。
2002年，她為了照顧罹患胰臟癌的父親，變賣房產，暫時息影。父親去世後，她於2008年準備復出演戲，戲未開拍卻檢查出自己罹患乳癌第3期。為抗癌，她接受新式的紫杉醇化療，把30年的菸癮戒了，也不再喝咖啡，而靠自然飲食養生。她表示：「提早接受死亡課程，體驗到活下去需要很大勇氣。」2011年，她以湖南衛視電視劇《加油媽媽》復出。
李麗鳳行事低調，當紅時緋聞亦甚少。1976年，她與年長十餘歲的空軍飛官教練結婚。結婚1年多2人便分居，而後離婚。其後她曾與初戀情人舊情復燃，但戀情亦未能長久。

## 演出作品

### 電影
| 年份   | 片 名          | 飾 演 |
| ------ | -------------- | ----- |
| 1973年 | 頭號鐵人       |       |
| 1974年 | 蛇犬大英雄     |       |
| 1974年 | 虎膽追魂       |       |
| 1976年 | 日落紫禁城     |       |
| 1978年 | 第三把飛刀     |       |
| 1982年 | 黑獄大逃亡     |       |
| 1982年 | 復仇者         |       |
| 1983年 | 風車與火車     |       |
| 1983年 | 竹劍少年       |       |
| 1986年 | 曾文溪之戀     |       |
| 1986年 | 竹籬芭外的春天 | 李母  |

### 電視劇
| 年份   | 播出頻道 | 劇 名                   | 飾 演      |
| ------ | -------- | ----------------------- | ---------- |
| 1981年 | 華視     | 吾土吾民                |            |
| 1982年 |          | 守著陽光守著你          | 馬素貞     |
| 1983年 |          | 孩子，你不要死          |            |
| 1983年 |          | 萬家燈火                |            |
| 1984年 | 華視     | 金玉劇坊 金枝玉葉       | 沈皇娘     |
| 1984年 | 華視     | 金玉劇坊 梁山伯與祝英台 | 師母       |
| 1985年 | 華視     | 愛情慢跑－第二個春天    | 君儀       |
| 1985年 | 華視     | 姻緣路                  | 西王母     |
| 1986年 | 華視     | 紅顏淚                  | 蔡素潔     |
| 1987年 |          | 庭院深深                | 柏老太     |
| 1988年 |          | 在水一方                | 心佩       |
| 1988年 |          | 京華煙雲                | 桂姨娘     |
| 1988年 |          | 冰點                    | 麥夫人     |
| 1989年 |          | 一門英烈穆桂英          | 佘太君     |
| 1989年 |          | 飛越杜鵑窩的男人        |            |
| 1990年 |          | 婉君                    | 張玉琴     |
| 1990年 |          | 啞妻                    | 沈淑貞     |
| 1990年 |          | 三朵花                  | 章佩如     |
| 1991年 | 华视     | 七亿新娘                |            |
| 1992年 |          | 今生無悔                | 范家美     |
| 1993年 | 華視     | 經典劇場—秋決           |            |
| 1993年 |          | 包青天．雙釘記          | 王母       |
| 1993年 |          | 包青天．寸草心          | 楊李氏     |
| 1993年 |          | 包青天．雷霆怒          | 楊王氏     |
| 1994年 | 台視     | 兩個永恆之煙鎖重樓      | 曾家奶奶   |
| 1995年 | 華視     | 醒世媳婦                | 陳母       |
| 1996年 | 中視     | 一簾幽夢                | 舜絹       |
| 1996年 | 台視     | 花落花開                | 柯母       |
| 1997年 | 中視     | 女人花                  | 徐母       |
| 1997年 | 民視     | 我永遠愛你              | 季母       |
| 1998年 | 台視     | 烈火情                  | 劉勝男     |
| 1999年 | 公視     | 人生劇展—風車           | 雅淑       |
| 2000年 | 中視     | 奈何花                  | 吳靜子     |
| 2012年 | 湖南衛視 | 加油媽媽                |            |
| 2024年 | 北京衛視 | 但願人長久              | 汪仲文祖母 |

## 獎項
| 年份   | 獲提名         | 獎項                 | 結果 |
| ------ | -------------- | -------------------- | ---- |
| 1983年 | 孩子，你不要死 | 第18屆金鐘獎女演員獎 | 提名 |
| 1989年 | 京華煙雲       | 第24屆金鐘獎女演員獎 | 獲獎 |
| 1993年 | 經典劇場—秋決  | 第28屆金鐘獎女主角獎 | 提名 |

## 外部連結
- 李麗鳳在互联网电影资料库（IMDb）上的資料（英文）
- 李麗鳳在香港影庫上的簡介
- 李麗鳳在时光网上的簡介（简体中文）
- 李麗鳳在豆瓣上的资料（简体中文）
- 李麗鳳 （页面存档备份，存于）中文電影資料庫